# 蔣介石與現代中國的奮鬥
《蔣介石與現代中國的奮鬥》，英文全名：The Generalissimo: Chiang Kai-shek and the Struggle for Modern China，是2009年面世的蒋介石传记，被认为是研究蒋介石生平、思想理念、历史地位和后世影响的力著。
哈佛大学出版社出版，哈佛大学历史学家、美国资深外交家陶涵（Jay Taylor）著。

## 其他译名
- 英文直译《大元帅：蒋介石和现代中国之挣扎》
- 《委员长：蒋介石和近代中国的奋斗》[1]
- 简译作《蒋介石与现代中国》

## 梗概和主要论点
20世纪世界史重大事件之一是中国的统一、现代化和成为世界强国。蒋介石作为一位权威主义者、现代主义者和新儒家，为中国统一、抗日战争做出了决定性贡献。
1949年，国共内战之后，蒋介石将政权迁往台湾，于是乎统治台湾长达25年。期间，蒋介石在台湾施行戒严统治，率台湾参与冷战，严控通货膨胀和政治腐败，施行土地改革，实现收入增长，实施全民医疗保险和免费义务教育。蒋介石在台湾实践并实现了他在中国大陆时的现代化理想和计划。
哈佛出版社书评认为：该传记史料详实，采用了刚公开的蒋介石日记。该传记多角度揭示了蒋介石的一生和他在人类历史上的重要地位，揭示了中国现代化的挣扎和海峡两岸关系，是目前为止（2009年）最客观详实的蒋介石传记。
中国社会科学院近代史研究所中外关系史研究室研究员魏兵兵评价：陶著存在一些拼写和年份的错误，注释有与正文不相对应之处，但确是迄今（2017年）学术性最强的一部英文蒋介石传记。

## 作者
传记作者陶涵（Jay Taylor），美国资深外交家、学者、中国通。20世纪60年代美国派驻台北，为美国政府提供分析报告，故1965年离开台湾前有机会亲身接触蒋介石。中美建交后，曾任职北京美国驻华大使馆。后转任美国国务院情报处副处长，现为哈佛大学费正清研究中心研究员。
作者认为蒋介石是“最后的幸存者”（ultimate survivor），认为蒋的最大愿望是中国统一富强，并相信“两岸密使”的说法。认为蒋的努力为中国快速现代化开拓了道路。

## 各家书评
传记出版后即获得各方评论。
英国经济学人杂志2009年5月7日评：
| 哈佛大学陶涵所著迷人一书，揭示了以往对蒋介石和中国内战的传统印象是漫画式的。这是首次运用蒋家档案的蒋介石传记。这包括蒋介石在1918至1972年用文言文写成的日记。蒋介石是精明和有先见之明的人，并非美国将军约瑟夫·史迪威所描述之“花生米”或英国艾伦·布鲁克在开罗会议描述的“介于虎和猫之间”。 |

美国时代周刊文学副刊（The Times Literary Supplement）杰米·布朗（Jeremy Brown）评：
| 陶涵重建了一个复杂的人物（指蒋介石），此人对中国军事经济的成功和失败同样负责。……该书现在是市面上最好的英文人物传记。陶涵有高超的叙事技巧，是首位引用蒋介石毛笔手书日记的西方作家。 |

美国纽约时报书评乔纳森·慕尔斯基（Jonathan Mirsky）评：
| 陶涵终于大作告成，完成了《蒋介石和现代中国的奋斗》，我们方能一睹蒋介石，这位被认为是狡猾、残忍、坚韧的人，如何高超地对日作战、剿共和取得美援。 |

美国乔治城大学外交学院罗伯特·苏特尔（Robert Sutter）评：
| 于巨著《蒋介石和现代中国的奋斗》，陶涵全面审阅了蒋介石日记、各方资料，并提供了对这位巅峰人物在中国革命和20世纪世界政治中的最权威评估。 |

美国紐約時報書評，耶魯大學歷史系榮譽教授、著名史家史景遷 ：
| 透過蔣介石日記的慎選引用，陶涵成功表露蔣介石的個人特質。陶涵拒絕一般認為這些日記不值一晒，毫無歷史旨趣的想法，相反的，日記引文搭配上重大政治、軍事局勢的生動細述，他讓我們更貼近這些還在成形的思考。因此某種程度上，陶涵在蔣介石與他置身的世界之間建構了更具個人感性的連結。 |

美国《華盛頓郵報》書評 ：
| 陶涵在他的新書中陳述，蔣介石非但不是無能，反而是有遠見、訓練有素且精明的策略家。他不僅精準預測了許多政治事件，更將手中的劣牌發揮至極致。 |

## 获奖记录
该书自出版后便成为蒋介石研究的权威著作，曾获得各国很多奖项。
- 2009年，获得英国金融时报年度最佳历史书籍
- 2010年，亚洲学会本纳德·舒瓦兹书籍奖（Bernard Schwartz Book Award）荣誉提名
- 2010年，获得加拿大莱昂内尔·盖尔伯奖（英语：Lionel Gelber Prize）

## 官方信息
- 哈佛大学出版社：The Generalissimo: Chiang Kai-shek and the Struggle for Modern China （页面存档备份，存于）

## 网上读书
- 豆瓣读书：蒋介石与现代中国 （页面存档备份，存于）